# La Fille du fleuve (film, 1955)
Pour le film de 2015, voir La Fille du fleuve (film, 2015).
Pour plus de détails, voir Fiche technique et Distribution.
La Fille du fleuve (titre original : La donna del fiume) est un film franco-italien réalisé par Mario Soldati, sorti en 1955.

## Synopsis
Gino Lodi, un contrebandier, est le « Don Juan » du village de Comacchio, dans la vallée du Pô. Seule une jeune femme, Nives, lui résiste, mais par jeu, il parvient à la séduire. Elle tombe amoureuse de lui et se retrouve enceinte mais abandonnée. Va-t-elle, par vengeance, dénoncer ce séducteur au carabinier Enzo Cinti ? Celui-ci semble prêt à épouser Nives.

## Fiche technique
- Titre : La Fille du fleuve
- Titre original : La donna del fiume
- Réalisation : Mario Soldati, assisté de Florestano Vancini
- Scénario : Antonio Altoviti, Giorgio Bassani, Basilio Franchina, Pier Paolo Pasolini, Mario Soldati, Florestano Vancini, Ben Zavin d'après Ennio Flaiano et Alberto Moravia
- Production : Carlo Ponti, Dino De Laurentiis et Basilio Franchina
- Musique : Angelo Francesco Lavagnino et Armando Trovajoli
- Photographie : Roberto Gerardi et Otello Martelli
- Montage : Leo Catozzo
- Pays de production :  Italie |  France
- Format : Couleur (Technicolor) — 35 mm — 1,37:1 — Son : Mono
- Genre :melodrame
- Durée : 105 minutes
- Dates de sortie : 
  - Italie : 29 décembre 1955
  - Allemagne de l'Ouest : 21 octobre 1956
  - France : 11 novembre 1956
- Affiches : André Bertrand, Jean Mascii (France)

## Distribution

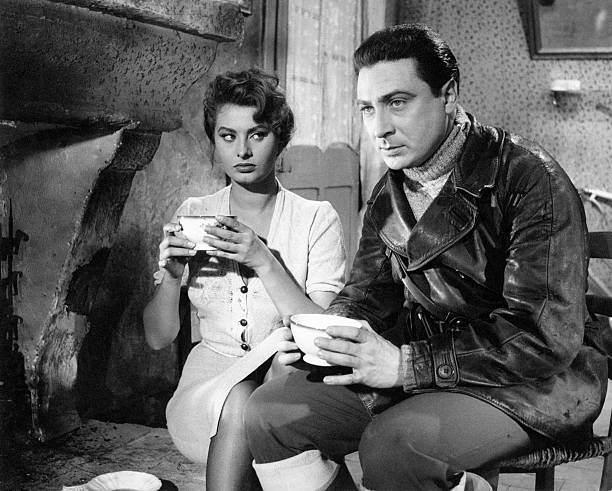
Sophia Loren et Gérard Oury.

- Sophia Loren : Nives Mongolini
- Gérard Oury : Enzo Cinti
- Lise Bourdin : Tosca
- Rik Battaglia : Gino Lodi
- Enrico Olivieri : Oscar